# Alofitai
Alofitai est un village de Wallis et Futuna, dans le royaume d'Alo, sur l'île d'Alofi, en face de Futuna. 
Selon le recensement effectué en 2018, ce village ne comptait qu'un seul habitant. Les futuniens ont cependant l'habitude de venir régulièrement sur Alofi pour cultiver leurs champs.